# Copperhead (sport)
 (décembre 2024).
Si vous disposez d'ouvrages ou d'articles de référence ou si vous connaissez des sites web de qualité traitant du thème abordé ici, merci de compléter l'article en donnant les références utiles à sa vérifiabilité et en les liant à la section « Notes et références ».
Pour les articles homonymes, voir Copperhead.

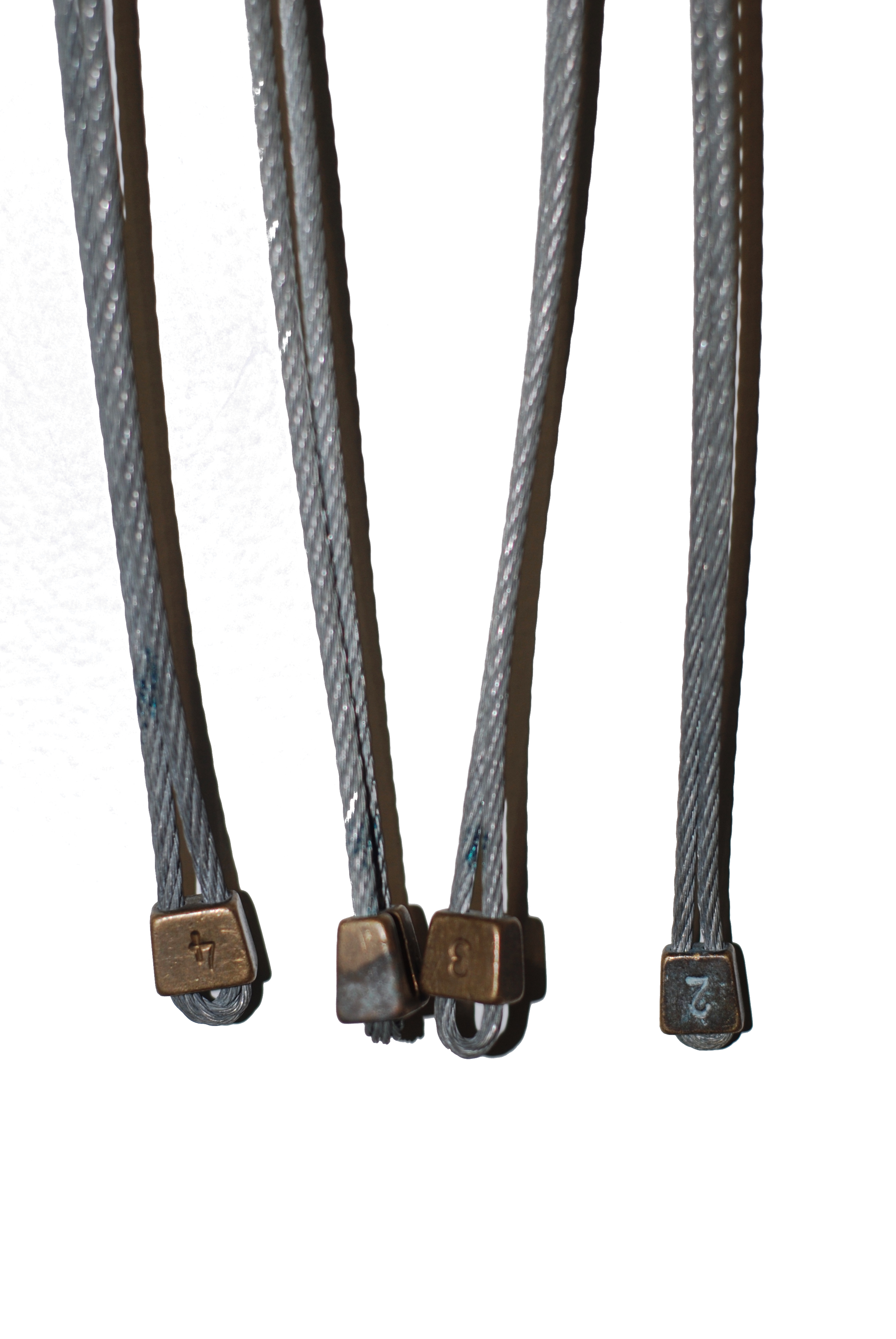
Des copperheads en laiton.

Le copperhead est un petit bicoin, à l'origine en cuivre ou en laiton, mais maintenant en aluminium. Les copperheads sont placés dans de petites fissures où leur malléabilité leur permet de se déformer pour mieux s'adapter à la roche, et donc de mieux tenir. Souvent ils ont besoin d'être martelés pour tenir en place. Leur petite taille et leur faible force en font les protections les plus faibles. Ils sont principalement utilisés en escalade artificielle, où leur placement peut permettre au grimpeur de progresser, mais pas de l'assurer. 